# Sigloy
Sigloy é uma comuna francesa na região administrativa do Centro, no departamento Loiret. Estende-se por uma área de 9,54 km². Em 2010 a comuna tinha 689 habitantes (densidade: 72,2 hab./km²).